# Carlos Sosa
Carlos Adolfo Sosa (Caballito, 21 luglio 1919 – 2 marzo 2009) è stato un calciatore e allenatore di calcio argentino, di ruolo centrocampista.
Era detto Lucho.

## Caratteristiche tecniche
Laterale destro tra i migliori nella storia del calcio argentino come riportato nel 2000 su El Clarin da una giuria di esperti. Grandissimo passatore, ogni partita in cui giocava non mancava l'assist per i compagni tanto che il leit motiv delle radiocronache delle partite del Boca Juniors era "centro de Sosa gol de Boyé".

## Carriera

### Club
Cresciuto nel Club Atlético Atlanta, fu nel Boca Juniors che si affermò e con il quale vinse due titoli consecutivi formando un centrocampo d'eccellenza con Natalio Pescia e Ernesto Lazzatti. Nel 1952 emigrò in Francia dove giocò sino alla fine della carriera nel Racing Club de Paris.

### Nazionale
Nonostante il talento e la lunga carriera giocò solo 13 partite in nazionale, vincendo comunque per due volte consecutive la Coppa America.

## Palmarès

### Club

#### Competizioni nazionali
- Campionato argentino: 3

Boca Juniors: 1943, 1944

### Nazionale
- Campeonato Sudamericano de Football: 2

Cile 1945, Argentina 1946